# Hemisfério celestial sul

Representação esquemática da Terra e da esfera celeste. O hemisfério celestial sul corresponde à metade inferior da esfera.

O hemisfério celestial sul, popularmente chamado também de céu austral ou meridional, é a metade sul resultante da interseção da esfera celeste com o plano do equador terrestre.